# Konvoj HX 79
HX 79 byl spojenecký konvoj řady HX určený k zásobování Velké Británie během druhé světové války. Vyplul z kanadského Halifaxu 8. října 1940 a do Liverpoolu doplul 23. října 1940. Spojenci přišli kvůli německým ponorkám o dvanáct nákladních lodí o celkové tonáži 75 063 BRT, zatímco na německé straně nedošlo k žádným ztrátám. Spolu s útokem na konvoj SC 7 předchozího dne představuje nejhorší dvoudenní ztráty na lodní dopravě v bitvě o Atlantik.

## Konvoj
HX 79 byl konvoj padesáti lodí směřující na východ, který vyplul z Halifaxu 8. října 1940 a směřoval do Liverpoolu.  Komodorem konvoje byl kontradmirál W. B. Mackenzie, který se nalodil na Salacia. Místní kanadská eskorta s korvetami French, Husky, Reindeer a Saguenay převzala bezpečnost až do 10. října. Oceánská eskorta složená z pomocných křižníků Montclare a Alaunia a nizozemské ponorky O 14 pak převzala ochranu konvoje, dokud 19. října nedosáhl Western Approaches. Zde byl předán britské místní eskortní skupině . Dne 19. října, čtyři dny po vyplutí, vplul HX 79 do Western Approaches a dostihl konvoj SC 7, když HX 79 spatřila U 47, které velel kapitánporučík Günther Prien, pomocné křižníky odpluly. Prien poslal hlášení o zpozorování a sledoval konvoj, zatímco kontradmirál Karl Dönitz nařídil shromáždění vlčí smečky. Ponorky, které zaútočily na konvoj SC 7 a byly ještě schopné boje (tři odpluly přezbrojit, když spotřebovaly všechna torpéda), byly nasměrovány na místo. Během dne se k ponorce U 47 připojily ponorky U 100 (Joachim Schepke), U 46 (Engelbert Endrass), U 48 (Heinrich Bleichrodt) a U 38 (Heinrich Liebe), povolána byla U 28, která do boje nezasáhla. Admiralita, znepokojená osudem SC 7 a očekávající útok, vyslala ke konvoji doprovod, během dne po částech dorazilo jedenáct lodí eskortní skupiny s torpédoborci Whitehall a Sturdy, minolovkou Jason, korvetami Hibiscus, Heliotrope, Coreopsis, Arabis, trawlery Lady Elsa, Blackfly, Angle a nizozemskou ponorkou O 21.

## Útok
Smečka zaútočila s příchodem noci; Prien využil tmy ke krytí postupu po hladině, pronikl z jihu do eskortní clony a zaútočil zevnitř konvoje, zatímco Endrass (který předtím sloužil s Prienem jako jeho zástupce) provedl totéž ze severu. Během následujících šesti hodin bylo torpédováno 13 lodí; 6 z nich samotnou U 47 (4 z nich byly potopeny, pátou dorazila U 48). Z konvoje bylo potopeno 10 lodí a 2 opozdilci byli potopeni později během dne. Byly to Shirak, který byl v noci torpédován, a Loch Lomond, která plula s konvojem jako záchranná loď. Další, Athelmonarch, byla poškozena, ale dokázala doplout do přístavu. HX 79 ztratila 12 lodí ze 49, celková tonáž činila 75 069 BRT. Žádná z útočících ponorek nebyla poškozena.
Útok ponorek začal večer 19. října 1940 a pokračoval až do rána 20. října 1940. Ponorka U 38 torpédovala britské lodě Matheran a Uganda, která měla náklad oceli a dřeva. U 47 pak potopila nizozemskou loď Bilderdijk, britské nákladní lodě Wandby, která vezla náklad oceli a dřeva, La Estancia, která byla naložena cukrem, a Withford Point s nákladem oceli, a také britský tanker Athelmonarch, který vezl melasu. U 48 potopila již poškozený britský tanker Shirak s nákladem ropy, U 46 potopila britskou Rupperu, která vezla kovový šrot a švédský Janus, který vezl topný olej. Mezitím U 100 zničila nákladní lodě Caprella, rovněž vezoucí topný olej, Sitala s nákladem ropy a Loch Lomond s nákladem oceli a dřeva. Ponorky pak kvůli nedostatku paliva a torpéd opustily konvoj. Dne 23. října 1940 dorazil konvoj do Liverpoolu.
V dobové propagandě byla bitva konvoje proti HX 79 spojena s útokem na konvoj SC 7 ve stejné námořní oblasti o dva dny dříve. To vytvářelo dojem příliš dlouhé konvojové bitvy. Propagandistický termín "Noc dlouhých nožů" se v publikacích částečně zachoval dodnes.

### Alianční obchodní lodi
Padesát obchodních lodí se ke konvoji připojilo buď v Halifaxu, nebo později. Během plavby SS Erna III se vrátila do Halifaxu dříve, než na konvoj zaútočila shromážděná německá vlčí smečka.
| Název                          | Příslušnost | Tonáž (BRT) | Poznámka |
| ------------------------------ | ----------- | ----------- | --- |
| Athelmonarch (1928)            | VB          | 8 995       | Poškozena torpédem U 47, dosáhla přístavu |
| Atland (1910)                  | Švédsko     | 5 203       | |
| Axel Johnson (1925)            | Švédsko     | 4 915       | |
| Baron Carnegie (1925)          | VB          | 3 178       | |
| Benwood (1910)                 | Norsko      | 3 931       | |
| Biafra (1933)                  | VB          | 5 405       | |
| Bilderdijk (1922)              | Nizozemsko  | 6 856       | torpédována, potopena U 47, celá posádka 39 osob se zachránila, vyzvedla HMS Jason                                                              |
| Blairnevis (1930)              | VB          | 4 155       | |
| Brittany (1928)                | VB          | 4 772       | |
| Cadillac (1917)                | VB          | 12 062      | |
| Cairnvalona (1918)             | VB          | 4 929       | |
| Campus (1925)                  | VB          | 3 667       | |
| Cape Corso (1929)              | VB          | 3 807       | |
| Caprella (1931)                | VB          | 8 230       | torpédována, potopena U 100, z 53 osob jeden ztracen, vyzvedla HMT Angle a HMT Lady Elsa                                                        |
| City Of Lancaster (1924)       | VB          | 3 041       | |
| Egda (1939)                    | Norsko      | 10 050      | |
| Empire Swan (1921)             | VB          | 7 964       | |
| Empire Trader (1908)           | VB          | 9 990       | |
| Enseigne Maurice Prehac (1924) | VB          | 4 578       | |
| Erna III (1930)                | VB          | 1 590       | Návrat |
| Flowergate (1911)              | VB          | 5 161       | |
| Gunda (1930)                   | Švédsko     | 1 770       | |
| Harbury (1933)                 | VB          | 5 081       | |
| Harlesden (1932)               | VB          | 5 483       | |
| Hoyanger (1926)                | Norsko      | 4 624       | |
| Induna (1925)                  | VB          | 5 086       | |
| Janus (1939)                   | Švédsko     | 9 965       | torpédována a potopena U 46, z 53 osob čtyři mrtví nebo ztraceni                                                                                |
| Kiruna (1921)                  | Švédsko     | 5 484       | |
| La Estancia (1940)             | VB          | 5 185       | torpédována a potopena U 47, z 34 osob jeden ztracen, přeživší zachránila SS Indira (Norsko)                                                    |
| Loch Lomond (1934)             | VB          | 5 452       | torpédována a potopena U 100, ztratila jednoho ze 40 členů posádky. Přeživší, včetně všech 72 z Matheranu (VB), byli zachráněni lodí HMS Jason. |
| Marathon (1919)                | Řecko       | 7 926       | torpédována a potopena U 38, z 81 osob devět zahynulo, přeživší zachránila Loch Lomond                                                          |
| Matheran (1919)                | VB          | 7 653       | |
| Ravnefjell (1938)              | Norsko      | 1 339       | |
| Rio Blanco (1922)              | VB          | 4 086       | |
| Ruperra (1925)                 | VB          | 4 548       | torpédována a potopena U 46, zahynulo 30 osob, šest zachránila Induna (VB)                                                                      |
| Rydboholm (1933)               | Švédsko     | 3 197       | |
| Salacia (1937)                 | VB          | 5 495       | |
| San Roberto (1922)             | VB          | 5 890       | |
| Sandanger (1938)               | Norsko      | 9 432       | |
| Shirak (1926)                  | VB          | 6 023       | torpédována a poškozena U 47, potopena U 48, všech 37 osob zachránila HMT Blackfly                                                              |
| Sir Ernest Cassel (1910)       | Švédsko     | 7 739       | |
| Sitala (1937)                  | VB          | 6 218       | torpédována a potopena U 100, jeden ztrace ze 44 členů posádky. Přeživší zachránily lodě HMT Angle a HMT Lady Elsa                              |
| Thyra (1920)                   | Norsko      | 1 655       | |
| Tiba (1938)                    | Nizozemsko  | 5 239       | |
| Tribesman (1937)               | VB          | 6 242       | |
| Triton (1930)                  | Norsko      | 6 607       | |
| Uganda (1927)                  | VB          | 4 966       | torpédována a potopena U 38, všech 40 členů posádky zachránila HMS Jason                                                                        |
| Wandby (1940)                  | VB          | 4 947       | torpédována a potopena U 47, všech 34 členů posádky zachránila HMT Angle                                                                        |
| Wellington Court (1930)        | VB          | 4 979       | |
| Whitford Point (1928)          | VB          | 5 026       | torpédována a potopena U 47, zahynulo 37 členú posádky. Dva přeživší zachránila HMS Sturdy                                                      |
| Zdroj                          |             |             | |

### Doprovod konvoje
Během plavby se připojovaly nebo odplouvaly eskortní lodi.
| Název             | Příslušnost                      | Typ                     | Připojil se    | Připojil se    |
| ----------------- | -------------------------------- | ----------------------- | -------------- | -------------- |
| Název             | Příslušnost                      | Typ                     | od             | do             |
| HMS/HMT Angle     | Royal Navy                       | trawler                 | 19. října 1940 | 19. října 1940 |
| RMS Alaunia       | Royal Navy                       | pomocný křižník         | 9. října 1940  | 20. října 1940 |
| HMS Arabis        | Royal Navy                       | korveta třídy Flower    | 19. října 1940 | 23. října 1940 |
| HMS/HMT Blackfly  | Royal Navy                       | trawler                 | 19. října 1940 | 19. října 1940 |
| HMS Coreopsis     | Royal Navy                       | korveta třídy Flower    | 19. října 1940 | 22. října 1940 |
| HMCS French       | Kanadské královské námořnictvo   | ozbrojená jachta        | 8. října 1940  | 9. října 1940  |
| HMS Heliotrope    | Royal Navy                       | korveta třídy Flower    | 19. října 1940 | 23. října 1940 |
| HMS Hibiscus      | Royal Navy                       | korveta třídy Flower    | 19. října 1940 | 23. října 1940 |
| HMCS Husky        | Kanadské královské námořnictvo   | ozbrojená jachta        | 9. října 1940  | 10. října 1940 |
| HMS Jason         | Royal Navy                       | minolovka třídy Halcyon | 9. října 1940  | 9. října 1940  |
| HMS/HMT Lady Elsa | Royal Navy                       | trawler                 | 19. října 1940 | 19. října 1940 |
| HMS Montclare     | Royal Navy                       | pomocný křižník         | 9. října 1940  | 20. října 1940 |
| HNLMS O 14        | Nizozemské královské námořnictvo | ponorka                 | 9. října 1940  | 18. října 1940 |
| HMCS Reindeer     | Kanadské královské námořnictvo   | ozbrojená jachta        | 9. října 1940  | 10. října 1940 |
| HMCS Saguenay     | Kanadské královské námořnictvo   | torpédoborec            | 8. října 1940  | 9. října 1940  |
| HMS Sardonyx      | Royal Navy                       | torpédoborec            | 20. října 1940 | 20. října 1940 |
| HMS Sturdy        | Royal Navy                       | torpédoborec            | 19. října 1940 | 19. října 1940 |
| HMS Whitehall     | Royal Navy                       | torpédoborec třídy W    | 19. října 1940 | 21. října 1940 |
| Zdroj             |                                  |                         |                |                |

## Závěr
Navzdory počtu byly eskortní lodě neefektivní; lodě nebyly koordinované, nebyly zvyklé spolupracovat a neměly společný bojový plán ani taktiku. Eskorty připlouvaly jednotlivě a byly vysílány podle toho, jak byly k dispozici, což byla v té době běžná praxe. Velení eskortním silám náleželo přítomnému vyššímu důstojníkovi a mohlo se měnit s příchodem každé nové lodi. Veškerá taktická opatření musela být přijata na místě a sdělena každé lodi postupně pomocí signální lampy.
Neúspěch eskorty vedl k řadě změn v eskortní politice. Jako první vstoupilo v platnost vytvoření stálých eskortních skupin, které by operovaly společně pod definovaným vedením. To vedlo k rozvoji důsledné taktiky a týmové spolupráce se zvyšující se účinností.